# 2G
2G (còn viết là 2-G) là tên viết tắt của công nghệ mạng di động viễn thông (hay có thể gọi là công nghệ mạng không dây tế bào - wireless cellular technology) thế hệ thứ hai. Mạng 2G được triển khai thương mại dựa trên chuẩn tiêu chuẩn GSM ở Phần Lan bởi nhà mạng Radiolinja (hiện là một phần của công ty viễn thông Elisa Oyj) vào năm 1991.
Ba tính năng vượt trội của mạng 2G so với 2 công nghệ tiền nhiệm là 0G và 1G là:
1. Gọi thoại với tín hiệu được mã hóa dưới dạng tín hiệu kỹ thuật số (digital encrypted).
2. Sử dụng hiệu quả hơn phổ tần số vô tuyến cho phép nhiều người dùng hơn trên mỗi dải tần.
3. Cung cấp dịch vụ dữ liệu cho di động, bắt đầu với tin nhắn văn bản SMS.

Các công nghệ 2G cho phép các nhà mạng khác nhau cung cấp các dịch vụ như tin nhắn văn bản, tin nhắn hình ảnh và MMS (tin nhắn đa phương tiện). Tất cả các tin nhắn văn bản được gửi trên 2G đều được mã hóa bằng tín hiệu kỹ thuật số (digital), cho phép truyền dữ liệu theo cách mà chỉ người nhận như dự định mới được nhận và đọc tin nhắn.
Sau khi mạng 2G được triển khai, các hệ thống mạng không dây di động trước đó được đặt tên là 1G. Trong khi tín hiệu vô tuyến trên mạng 1G là tín hiệu tương tự (analog), tín hiệu vô tuyến trên mạng 2G là tín hiệu digital. Cả hai hệ thống đều sử dụng tín hiệu digital để kết nối với phần còn lại của hệ thống di động thông qua các tháp vô tuyến (radio tower).
Với công nghệ dịch vụ vô tuyến gói tổng hợp (GPRS), mạng 2G cung cấp tốc độ truyền tối đa theo lý thuyết là 0.5 Mbit/s (114 kbit/s trên thực tế). Với công nghệ EDGE (Enhanced Data Rates for GSM Evolution), tốc độ truyền tối đa theo lý thuyết là 1 Mbit/s (0.5 Mbit/s trên thực tế).
Công nghệ 2G phổ biến nhất là công nghệ đa truy nhập phân chia theo thời gian (TDMA: time division multiple access), dựa trên GSM, khởi nguồn từ Châu Âu nhưng được sử dụng ở hầu hết các nước trên thế giới, ngoài Bắc Mỹ. Hơn 60 nhà mạng GSM cũng đã sử dụng CDMA2000 trong dải tần số 450 MHz (CDMA450) vào năm 2010.

## Phát triển của mạng 2G

### Mạng 2.5G (GPRS)
Mạng 2.5G ("thế hệ 2.5" ) được sử dụng để mô tả các hệ thống 2G đã triển khai thêm các vùng chuyển mạch gói (packet-switch domain) bên cạnh các vùng sử dụng chuyển mạch kênh (còn có thế gọi là chuyển mạch mạch) (circuit-switch domain). Nó không nhất thiết phải cung cấp dịch vụ nhanh hơn vì gói thời cũng được sử dụng cho các dịch vụ dữ liệu chuyển mạch kênh (High-Speed Circuit-Switched Data HSCSD).

### 2.75G (EDGE)
Mạng GPRS phát triển thành mạng EDGE (Enhanced Data Rates for GSM Evolution) với việc giới thiệu mã hóa 8PSK. Mặc dù mã hóa vẫn giữ nguyên ở 270.833 mẫu trong một giây, mỗi ký hiệu mang ba bit thay vì một bit. Các công nghệ EDGE, Enhanced GPRS (EGPRS) hoặc IMT Single Carrier (IMT-SC) là công nghệ điện thoại di động kỹ thuật số tương thích ngược (backward-compatible digital mobile phone technology) cho phép cải thiện tốc độ truyền dữ liệu, như là một phần mở rộng trên mạng GSM tiêu chuẩn. EDGE đã được triển khai trên các mạng GSM bắt đầu vào năm 2003, ban đầu bởi AT &T tại Hoa Kỳ.

## Kế thừa công nghệ 2G
Mạng 2G đã được thay thế bởi các công nghệ mới hơn như 2.5G, 2.75G, 3G, 4G và 5G; tuy nhiên, mạng 2G vẫn được sử dụng ở hầu hết các nơi trên thế giới. Một số nhà cung cấp tại Hoa Kỳ đã tuyên bố rằng mạng 2G tại Mỹ có thể sẽ bị đóng cửa vì một số phổ tần số cần được thu hồi lại để triển khai các công nghệ mạng di động khác (ví dụ như 4G LTE). 
| Quốc gia           | Nhà mạng                 | Ngày ngưng cấp phát | Chi tiết |
| ------------------ | ------------------------ | ------------------- | --- |
| Đài Loan           | FarEasTone               | 30/06/2017          | |
| Đài Loan           | Chunghwa Telecom         | 30/06/2017          | |
| Đài Loan           | Taiwan Mobile            | 30/06/2017          | |
| Nhật Bản           | NTT Docomo               | 2010                | [ 4 ] |
| Nhật Bản           | au KDDI                  | 2010                | |
| Nhật Bản           | Softbank                 | 2010                | |
| Hàn Quốc           | KT                       | 2011                | |
| Hàn Quốc           | LG Uplus                 | 2011                | |
| Hàn Quốc           | SK Telecom               | 2011                | |
| Thái Lan           | AIS                      | 31/10/2019          | Cục Thông tin và Truyền thông Thailand (Thailand's National Broadcasting and Telecommunications Commission NBTC) đã đồng ý ngưng cấp phát mạng 2G vào ngày 31/10/2019. Theo NBTC, việc này sẽ tăng tính hiệu quả cho hoạt động của các nhà mạng trong việc xây dựng hạ tầng cho mạng 5G vào năm 2020. Người dùng của các nhà mạng được khuyến khích chuyển đổi sang mạng 3G và 4G. Chính quyền các địa phương cũng có trách nhiệm thông báo các công dân sử dụng mạng 2G về quá trình chuyển đổi này. |
| Thái Lan           | TrueMove H               | 31/10/2019          | Cục Thông tin và Truyền thông Thailand (Thailand's National Broadcasting and Telecommunications Commission NBTC) đã đồng ý ngưng cấp phát mạng 2G vào ngày 31/10/2019. Theo NBTC, việc này sẽ tăng tính hiệu quả cho hoạt động của các nhà mạng trong việc xây dựng hạ tầng cho mạng 5G vào năm 2020. Người dùng của các nhà mạng được khuyến khích chuyển đổi sang mạng 3G và 4G. Chính quyền các địa phương cũng có trách nhiệm thông báo các công dân sử dụng mạng 2G về quá trình chuyển đổi này. |
| Thái Lan           | DTAC                     | 31/10/2019          | Cục Thông tin và Truyền thông Thailand (Thailand's National Broadcasting and Telecommunications Commission NBTC) đã đồng ý ngưng cấp phát mạng 2G vào ngày 31/10/2019. Theo NBTC, việc này sẽ tăng tính hiệu quả cho hoạt động của các nhà mạng trong việc xây dựng hạ tầng cho mạng 5G vào năm 2020. Người dùng của các nhà mạng được khuyến khích chuyển đổi sang mạng 3G và 4G. Chính quyền các địa phương cũng có trách nhiệm thông báo các công dân sử dụng mạng 2G về quá trình chuyển đổi này. |
| Hoa Kỳ             | AT&T                     | 2017                | Dịch vụ AT&T's 2G GSM service ngưng hoạt động vào tháng 1/2017. Việc ngưng hoạt động này ảnh hưởng đến an ninh ngành công nghiệp điện tử, nơi mà nhiều thiết bị 2G GSM được dùng làm các thiết bị báo động trong các trạm/trung tâm điều phối. Các thiết bị 2G GSM cũng được yêu cầu thay thế/nâng cấp để khắc phục tình trang thiếu hụt này. |
| Hoa Kỳ             | Verizon                  | 2019                | Verizon lên kế hoạch ngưng cung cấp dịch vụ mạng 2G and 3G CDMA vào ngày 31 tháng 12 năm 2019, và trở thành nhà cung cấp dịch vụ mạng LTE đầu tiên tại Hoa Kỳ. |
| Hoa Kỳ             | T-Mobile                 | 2020 (TBC)          | T-Mobile US trì hoãn việc ngừng cung cấp dịch vụ mạng 2G cho đến năm 2020. |
| Úc                 | Telstra                  | 2016                | Telstra đóng mạng GSM của mình vào ngày 1 tháng 12 năm 2016, trở thành nhà cung cấp dịch vụ di động đầu tiên tại Úc ngừng cung cấp mạng 2G. |
| Úc                 | Optus                    | 2017                | Optus ngưng cung cấp dịch vụ mạng 2G tại Tây Úc và vùng lãnh thổ phía Bắc vào ngày 3 tháng 4 năm 2017, và chính thức ngưng cung cấp mạng 2G trên toàn nước Úc vào ngày 1 tháng 8 năm 2017. |
| Úc                 | Vodafone                 | 2018                | Vodafone đóng hệ thống mạng GSM "di sản" của họ vào ngày ngày 30 tháng 6 năm 2018. |
| New Zealand        | Spark (CDMA)             | 2012                | Hệ thống mạng 2G (CDMA) của Spark đóng cửa vào ngày 31 tháng 7 năm 2012. Đây là nhà cung cấp dịch vụ di động đầu tiên ở New Zealand đóng cửa hệ thống mạng CDMA . |
| New Zealand        | 2degrees                 | 2018                | 2degrees ngưng cung cấp dịch vụ mạng 2G vào ngày 15 tháng 3 năm 2018. |
| New Zealand        | Warehouse Mobile         | 2018                | Warehouse Mobile, partnered with 2degrees, shut it's 2G network in March 2018, to make way for the new 4G network. |
| Hà Lan             | T-Mobile                 | 2020 (TBC)          | T-Mobile Netherlands sẽ ngưng cung cấp dịch vụ mạng 2G vào năm 2020. |
| Thụy Sĩ            | Swisscom                 | 2021                | Telecommunications in Switzerland is mainly operated by state-owned Swisscom, and the two privately held Salt and Sunrise Communications AG as these companies have a license to operate 2G. Swisscom will cease 2G services due to its "public service requirements" only by ngày 1 tháng 1 năm 2021. |
| Thụy Sĩ            | Sunrise                  | 2018                | Sunrise Communications AG has announced plans to phase out its GSM network by the end of 2018. GSM, GPRS and EDGE will be ended by the end of 2018 in favour of expanded 4G and 4G+ coverage. |
| Singapore          | Singtel                  | 2017                | |
| Singapore          | M1                       | 2017                | |
| Singapore          | StarHub                  | 2017                | |
| Ấn Độ              | Airtel                   | 2019 (TBC)          | Bharti Airtel, the largest carrier will shut down the 2G network later after 2019. |
| Ấn Độ              | Reliance (including JIO) | 2017                | Reliance Communications, a group led by Reliance ADAG, decided to shut down its entire 2G network at the end of November 2017. It is the first operator in the country to do so. Also Jio, a second largest carrier led by Reliance Industries (RIL) operates as the only 4G-LTE network in India. |
| Trinidad và Tobago | bmobile                  | 2016                | bmobile ngừng hoạt động mạng 2G GSM của mình để triển khai mạng LTE trên băng tần 2 (1900 MHz) vào ngày 9 tháng 12 năm 2016. Mạng 2G EDGE của bmobile vẫn còn hoạt động |
| México             | Movistar                 | 2020                | Movistar Mexico sẽ bắt đầu ngưng cung cấp dịch vụ mạng 2G vào tháng 4 năm 2019 |
| México             | AT&T Mexico              | 2020                | AT&T Mexico đã bắt đầu ngưng hệ thống mạng 2G trên toàn lãnh thổ. |
| Việt Nam           | Viettel                  | 16/10/2024          | [ 23 ] |
| Việt Nam           | VinaPhone                | 16/10/2024          | [ 23 ] |
| Việt Nam           | MobiFone                 | 16/10/2024          | [ 23 ] |